# Autorretrato con retrato de Bernard
Autorretrato con retrato de Bernard o Los Miserables (título original en francés Autoportrait avec portrait de Bernard, Les Miserables) es un cuadro del pintor Paul Gauguin dedicado a Vincent van Gogh que incluye, además de un autorretrato, un retrato de Émile Bernard. Se conoce por la referencia número 239 del catálogo de Wildenstein-Cogniat de 1964 y número 309 del catálogo de Daniel Wildenstein de 2001 (W 239 / W 309).

## Contexto
A principios de 1888, Gauguin y van Gogh dejaron París buscando nuevos paisajes que inspirara sus ansias creativas. Gauguin fue a la Bretaña y van Gogh se instaló en Arlés donde esperaba establecer una comunidad de artistas. Antes de reencontrarse en Arlés, van Gogh propuso a Gauguin y Bernard, a quien también esperaba, el intercambio de retratos.
Bernard hizo su autorretrato incluyendo el retrato de Gauguin (Autorretrato con retrato de Gauguin, 1888, Museo van Gogh), y este como correspondencia también hizo el suyo con el retrato de Bernard.

## Descripción
Gauguin se presenta en primer plano como un bandolero, aludiendo específicamente al personaje de Jean Valjean de la novela Los miserables de Victor Hugo. Gauguin compara el personaje literario, un hombre rechazado por la sociedad a pesar de su poder interior y su amor, con la incomprensión de los artistas de su tiempo, él incluido. La apariencia triste del pintor contrasta bastante con la decoración floral de la pared descrita como la pureza de los artistas.
En la esquina inferior derecha hay una inscripción con la dedicatoria al amigo Vincent: "Les misérables / a l'ami Vincent / PGauguin 88».
Gauguin mismo describe su cuadro en una carta a Émile Schuffenecker:

He hecho por Vincent, que me lo había pedido, un autorretrato. Creo que es una de mis mejores cosas, por ejemplo, es tan abstracto que resulta completamente incomprensible. Para empezar, es el busto de un bandolero, un Jean Valjean que además personifica un pintor impresionista desdeñado y, en cambio, perpetuamente ligado al mundo [...] La boca, los ojos y la nariz son como las flores que se encuentran en una alfombra persa y también personifican el aspecto simbólico. El color está sacado muy de lejos, de la naturaleza [...] Todos los rojos y violados fundidos a la superficie por las grandes llamaradas son como un horno que luce a los ojos [...] y todo aquello contra un fondo de color cromo puro sobre el que están esparcidos unos ramos de flores infantiles; algo así como la alcoba de una chica joven.

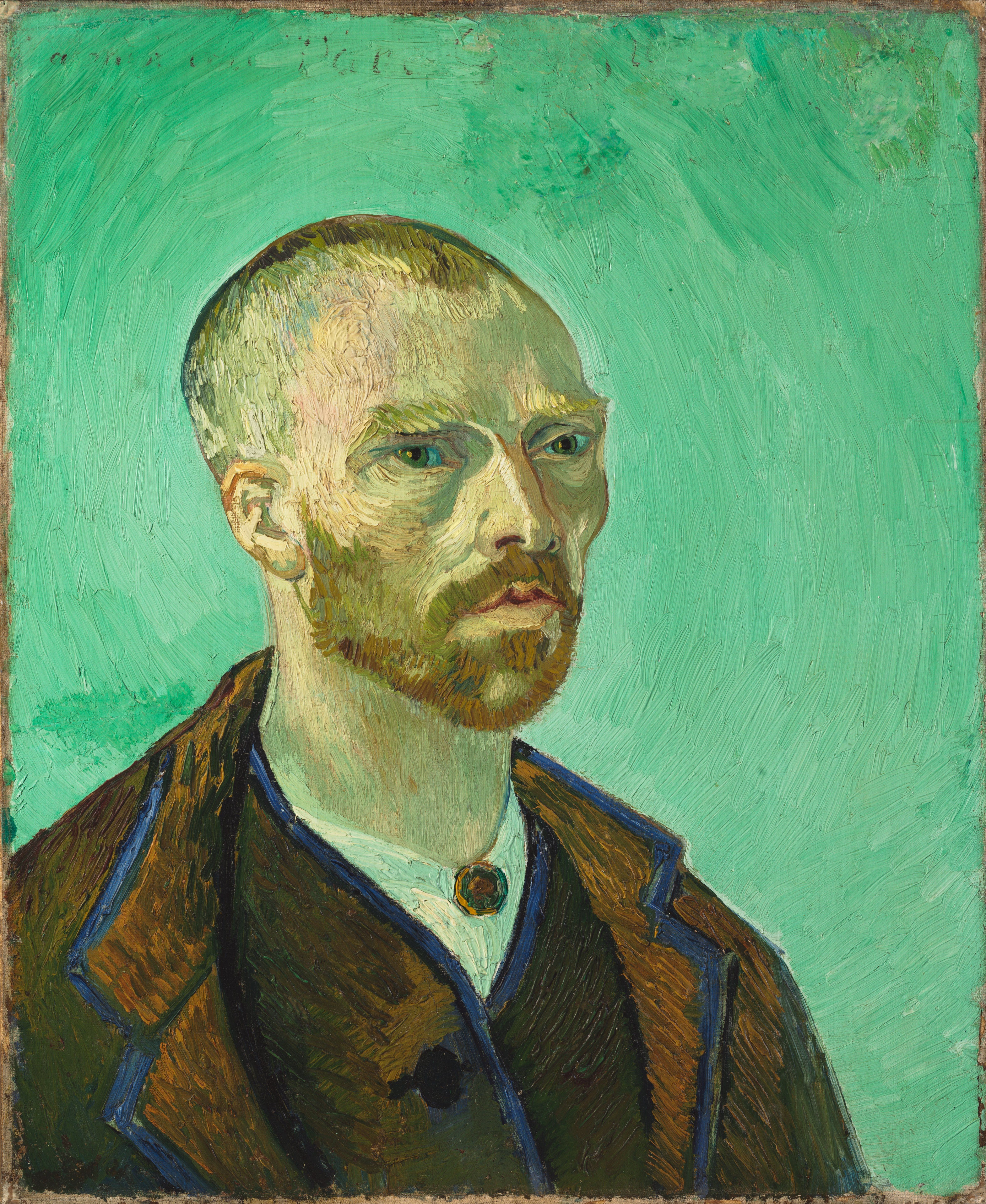
Autorretrato de Vincent van Gogh, dedicado a Gauguin, 1888.

Van Gogh quedó decepcionado del cuadro. Dice que le gustó más el autorretrato de Émile Bernard. Considera que el de Gauguin está más estudiado, es más profundo, pero que tiene la impresión de representar un preso sin ninguna sombra de alegría, enfermo y atormentado. Con la determinación del pintor de crear un efecto melancólico, el rostro desaparece bajo un azul triste.
En el autorretrato de Van Gogh dedicado a Gauguin se muestra como un monje budista, según explica él mismo.